# Konrad Gündisch
Konrad Gündisch (n. 1948, Sibiu, România) este un istoric sas, specialist în istoria Evului Mediu, istoria orașelor, istoria socială și istoria mentalităților, raportate la Transilvania, Ungaria și România.

## Biografie
Konrad Gündisch s-a născut în Sibiu în anul 1948, unul dintre cei cinci copii ai istoricului Gustav Gündisch și ai Hertei Gündisch.
Colaborator la colecția „Documenta Romaniae Historica", seriile  C (Transilvania) și D (Relații între țările române), la colecția de documente săsești "Urkundenbuch zur Geschichte der Deutschen in Siebenbürgen", la catalogul predicilor funerare din Germania secolelor XVI-XVIII, acesta a semnat cărți despre istoria Ungariei (colecția Suhrkamp), istoria sașilor, istoria patriciatului, istoria Sibiului, a orașelor Pécs și Kosice, a istoriei stereotipurilor și a toleranței religioase în Transilvania, fiind recunoscut pentru activitatea sa profesionala constanta.

## Educație și formare
- După ce a urmat cursurile Liceului „Samuel von Brukenthal“ din Sibiu, absolvit în 1966, s-a orientat spre studierea istoriei în perioada 1966-1971 la Universitatea Babes-Bolyai din Cluj.
- În perioada 1977-1981 urmează studiile universitare de doctorat sub îndrumarea profesorilor Francisc Pall și Ștefan Pascu.

## Activitate profesională
- Konrad Gündisch și-a început activitatea de istoric la Institutul de Istorie „George Barițiu” din Cluj[3], colectivul de documente medievale „Documenta Romaniae Historica“, unde a activat până în anul 1984.
- În ceea ce privește lucrările sale, de remarcat în mod deosebit sunt cercetările sale extinse asupra elitelor germane din Transilvania în Evul Mediu, dar și edițiile sale de documente. Condițiile de trai din România l-au determinat pe el și familia sa să se mute în Republica Federală Germania în 1984. Aici a lucrat în perioada 1985-1986 la Centrul de documentare a istoriei și culturii ardelene din Gundelsheim și la Institutul de Istorie al Academiei de Științe și Litere din Mainz. Între 1987 și 1991 a lucrat în cadrul Departamentului de Istorie de la Universitatea din Tübingen, iar în anul 1989 susține teza de doctorat despre „Patriciatul orășenesc transilvan în evul mediu“ la Universitatea din Tübingen (cond. de doctorat: prof. Zimmermann).
- Între anii 1991 și 1993 a lucrat în calitate de consultant în cercetarea transilvăneană la Institutul pentru Relații Culturale Externe (Institut für Auslandsbeziehungen) Stuttgart și a condus în același timp Biblioteca Transilvăneană din Gundelsheim, înainte de a activa în perioada 1993-2013 în cadrul Institutului Federal pentru Cultură și Istorie al Germanilor din Europa de Est (Bundesinstitut für Kultur und Geschichte der Deutschen im östlichen Europa)[4], unde din 2014 a fost director adjunct și director științific.
- Konrad Gündisch a ținut în perioada 1990-2014 cursuri la Facultatea de Studii Europene a UBB Cluj și la Facultatea de Istorie din Oldenburg în cadrul cărora este și profesor universitar onorific din 2004.
- În perioada cuprinsă între anii 2013-2015 este directorul Institutului pentru Cultura și Istoria Germană în sud-estul Europei din cadrul Universității din München (Institut für deutsche Kultur und Geschichte Südosteuropas).
- A ieșit la pensie în 2015, însă este în continuare o prezență activă la dezbaterile publice despre istorie și rolul minorităților în România[5].